# Tuolumne Grove

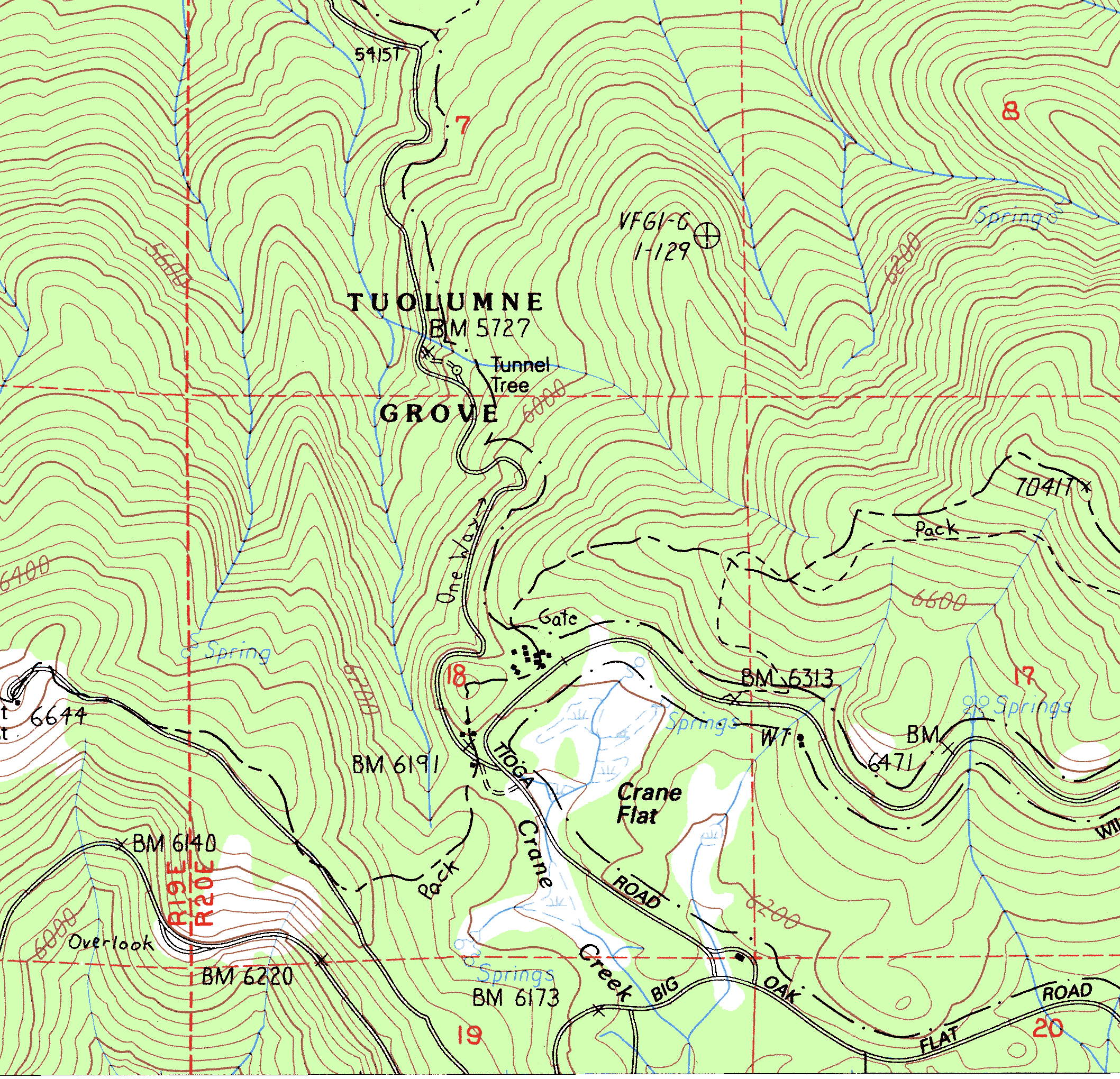
Kaart van het gebied rondom Tuolumne Grove

Tuolumne Grove is een reuzensequoiabos in het Yosemite National Park nabij de kampeerplaats van Crane Flat op het grondgebied van Tuolumne County. Het bevindt zich zo'n 26 kilometer ten westen van Yosemite Village, dat aan de Tioga Road ligt, het deel van de SR 120 binnen de grenzen van het park. Het bos bevat verscheidene coniferen waaronder de reuzensequoia (Sequoiadendron giganteum), de Abies concolor en de suikerden (Pinus lambertiana).
Het is een van de drie plaatsen in het nationale park waar reuzensequoia's staan, de andere locaties zijn Merced Grove en Mariposa Grove, waarvan de laatste het bekendst is.

## Afbeeldingen

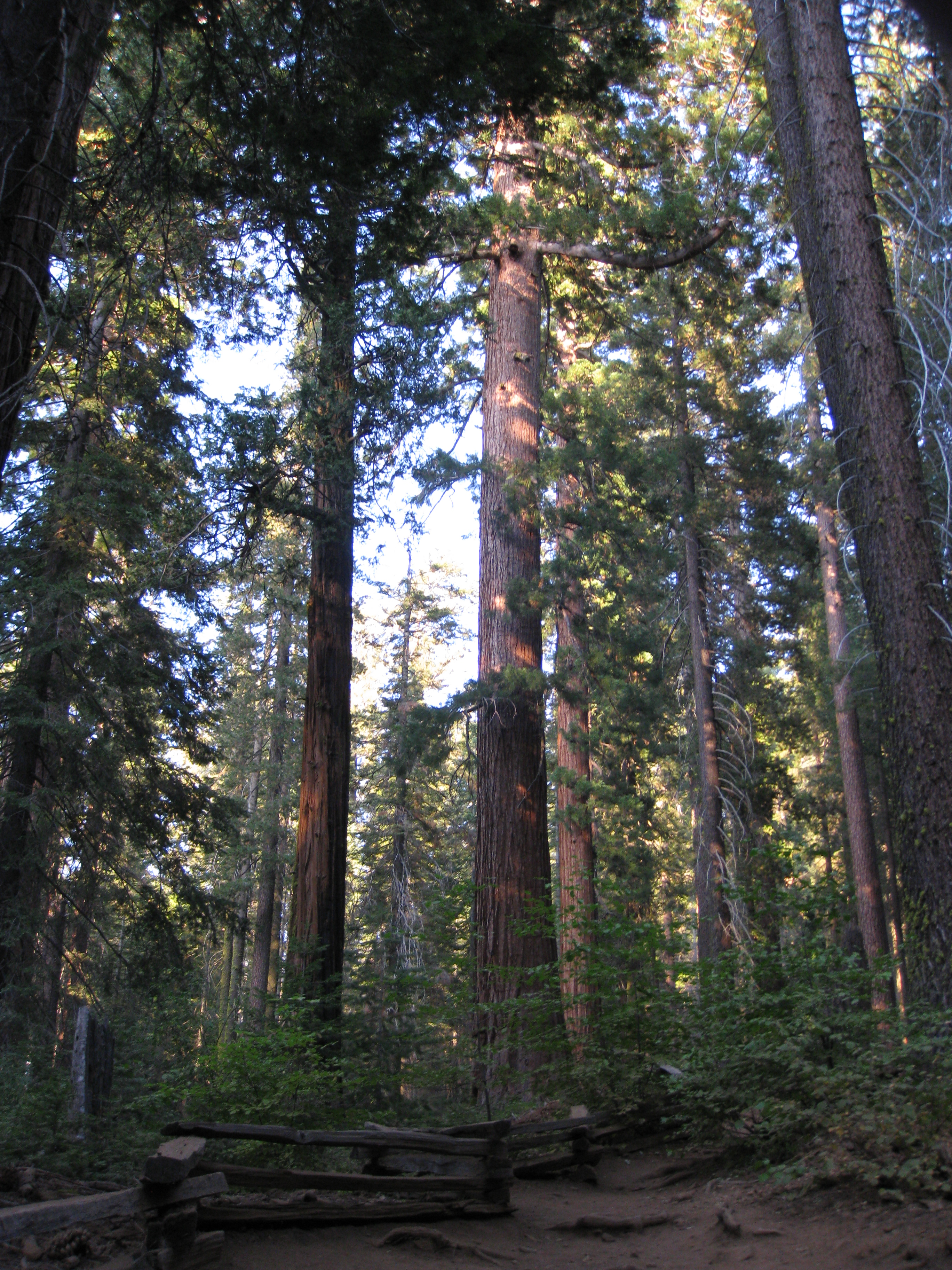
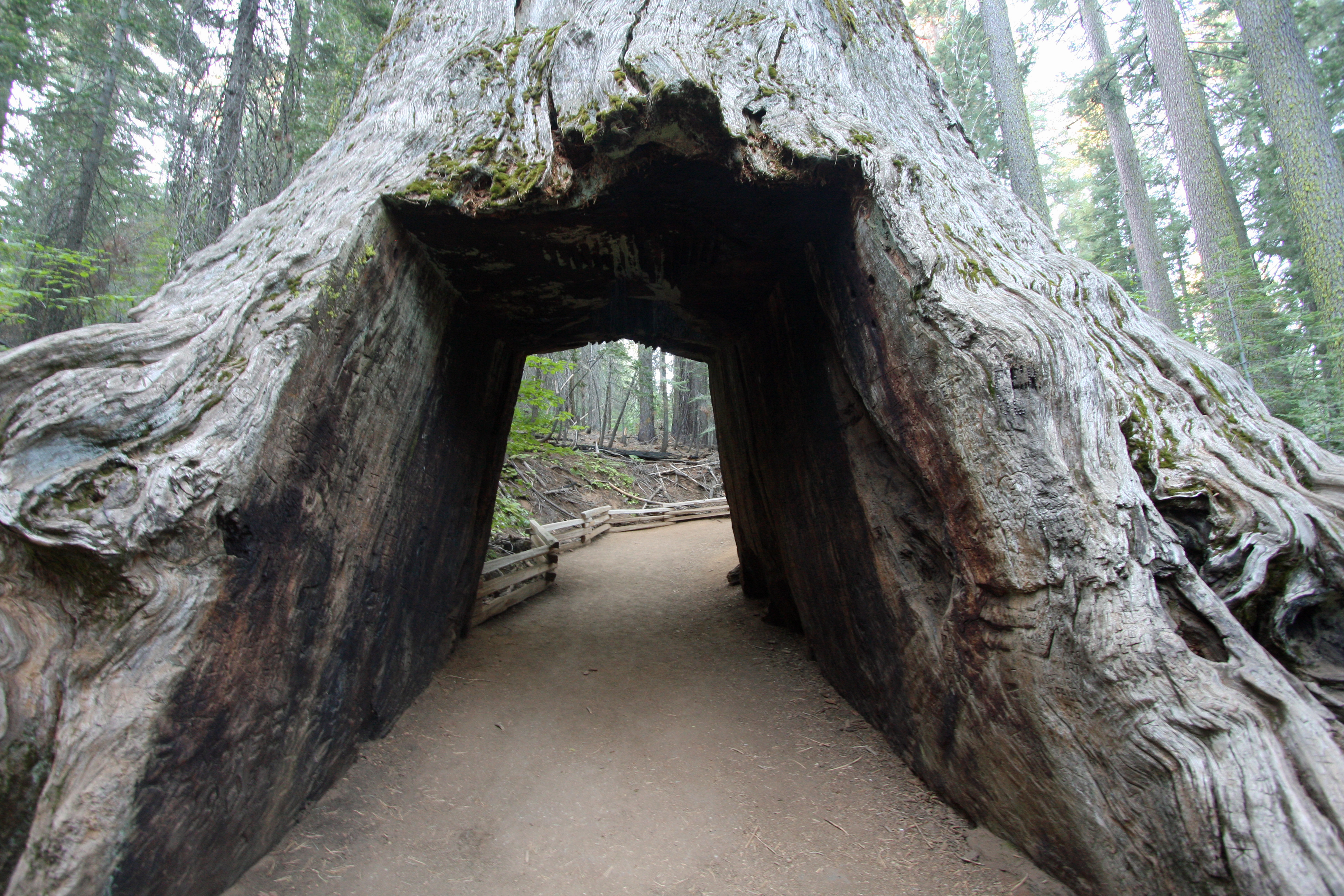

Bezienswaardigheden: Bridalveil Fall · Cathedral Lakes · Cathedral Peak · Chilnualna Falls · Clouds Rest · El Capitan · Emerald Pool · Glacier Point · Grand Canyon of the Tuolumne · Grizzly Giant · Half Dome · Hetch Hetchy · Horsetail Fall · John Muir Trail · Mariposa Grove · Merced Grove · Merced River · Mount Conness · Mount Dana · Mount Lyell · Mount Starr King · Nevadawaterval · Ostrander Lake · Pacific Crest Trail · Sentinel Dome · Sentinel Rock · Tenaya Canyon · Tenaya Lake · Tunnel View · Tuolumne Grove · Tuolumne Meadows · Tuolumne River · Vernalwaterval · Wawona Tunnel Tree · Yosemite Valley · Yosemitewaterval

Bebouwing: Ahwahnee Hotel · Badger Pass Ski Area · Camp 4 · Curry Village · Glacier Point Hotel · Housekeeping Camp · LeConte Memorial Lodge · Pioneer Yosemite History Center · Rangers' Club · Parsons Memorial Lodge · Wawona · Wawona Hotel · Yosemite Valley Chapel · Yosemite Valley Lodge · Yosemite Village

Vervoer: SR 41 · SR 120 · SR 140 · Wawona Tunnel · Yosemite Area Regional Transportation System

Personen: Ahwahnechee · Chief Tenaya · Frederick Law Olmsted · Galen Clark · John Conness · John Muir · Sierra Miwok · Stephen Mather · Robert Underwood Johnson